# Promonotus longirostris
Promonotus longirostris är en plattmaskart som beskrevs av Fugenschuh.; Steinbock 1932. Promonotus longirostris ingår i släktet Promonotus och familjen Monocelididae. Inga underarter finns listade i Catalogue of Life.